# Si tu t'imagines
Si tu t'imagines est un poème de Raymond Queneau, initialement intitulé C'est bien connu. Il est paru dans le recueil L'Instant fatal (1948). Le poème fut remis à Juliette Gréco par Jean-Paul Sartre qui lui conseillait des poèmes à mettre en chansons. Il est mis en musique par Joseph Kosma et interprété par Juliette Gréco en 1950.

## Historique
Le sujet du poème s'inspire du carpe diem latin développé par Horace et il fait allusion à trois poèmes de Pierre de Ronsard, « Mignonne, allons voir si la rose », « Je vous envoie un bouquet que ma main » et  « Quand vous serez bien vieille » sur l'impermanence de la jeunesse, reprenant l'injonction à cueillir « les roses de la vie ».
Le poème se compose de 49 vers de cinq syllabes (des pentasyllabes) et comporte de nombreuses répétitions et anaphores. Le quatrième vers, « Qu'ça va qu'ça va qu'ça », transcrit « Xa va xa va xa » en néo-français, est devenu célèbre.